# 石亀政頼
石亀 政頼（いしがめ まさより）は、戦国時代から安土桃山時代にかけての武士。石亀信房の嫡男。

## 略歴
石亀氏は南部氏の庶流、父・信房が三戸郡三戸石亀を領したことで石亀氏を名乗った。
父の死後、家督を継承する。政頼は南部藩士として250石を宛行われた。文禄2年（1593年）に死去。
子・直徳は400石を与えられ、家老として南部氏に仕えた。